# Усирис
Усирис (др.-греч. Οὔζηξηο) — персидский военачальник V века до н. э.
Американский востоковед А. Олмстед считал Усириса египтянином. Однако российский исследователь В. П. Орлов отмечал, что хотя некоторые исследователи связывают имя Усириса с богом Осирисом, другие высказываются в пользу его иранского происхождения.
Усирис возглавил персидскую армию, направленную на восставшего против Артаксеркса I сатрапа Сирии Мегабиза. М. А. Дандамаев считал, что мятеж Мегабиза имел место около 450 года до н. э., а Э. В. Рунг склонен датировать эти события 440-ми годами до н. э. Ктесий описал состоявшийся между начальниками противоборствующих войск конный бой, в котором и Усирис, и Мегабиз получили раны. По замечанию В. Орлова, подробности поединка персидских аристократов безусловно свидетельствуют о «проявлении воинского этоса во время сражения». Армия Усириса была разбита мятежниками, а сам он попал в плен. Мегабиз приказал излечить Усириса, а затем отослал его к царю.
У Усириса был сын Петис.